# Santa Maria d'Aiguamúrcia
Santa Maria d'Aiguamúrcia és una església d'Aiguamúrcia (Alt Camp) inclosa a l'Inventari del Patrimoni Arquitectònic de Catalunya.

## Descripció
És una petita capella d'una sola nau de tres trams, amb absis semicircular. Té coberta de fusta a dues vessants. Al mur lateral esquerre s'obre un petit baptisteri, que sobresurt per la part externa de l'edifici. La sagristia, rectangular, es troba també en aquest mateix costat. La façana és d'una gran simplicitat de línies. Té un petit porxo amb arc de mig punt i teulada a dues vessants, una petita finestra circular i un espadat centrat a la paret superior.

## Història
L'església parroquial del poble d'Aiguamúrcia es va construir en els anys cinquanta del present segle. La benedicció de la capella, sota l'advocació de Santa Maria, es va fer l'any 1957. En l'actualitat es troba en ús, el rector té al seu càrrec, a més, els petits nuclis de Masbarrat, Les Destres, etc.